# Johann Andreas Kranold
Johann Andreas Kranold, auch Cranold, (* 7. Dezember 1732 oder 17. Dezember 1735 in Hainrode, Grafschaft Stolberg-Roßla; † 23. Januar 1792 in Eilenburg) war ein deutscher evangelischer Theologe. Er war Superintendent in Gräfenhainichen und Eilenburg.

## Leben
Kranold wurde in Hainrode im Südharz als Sohn des Schullehrers Heinrich Georg Kranold und der Katharina Margarethe Wicht geboren. Das Geburtsjahr ist umstritten. Der Eilenburger Chronist Carl Geißler (1829) nennt 1732 als Geburtsjahr, das Pfarrerbuch der Kirchenprovinz Sachsen (2007) gibt als Geburtstag den 17. Dezember 1735 an, nennt mit dem 7. Dezember 1732 aber auch ein alternatives Datum. Laut der Todesmeldung in der Allgemeinen Literatur-Zeitung starb er im 58. Lebensjahr und wäre damit in den Jahren 1734 oder 1735 geboren. Sowohl die Gemeinsame Normdatei, VIAF, als auch das VD 18 geben das Geburtsjahr fälschlich mit 1753 an.
Kranold studierte an den Universitäten Leipzig (1755) und Wittenberg. Während seiner Studienzeit war er Famulus bei Ernst Friedrich Wernsdorf. Er erlangte die Magisterwürde und wurde 1760 in Wittenberg ordiniert. Zunächst war er 1760 bis 1768 Pfarrer in Gadegast. Danach wechselte er auf die Stelle des Superintendenten und Oberpfarrers von Gräfenhainichen. 1774 erhielt er einen Ruf in gleicher Stellung nach Bitterfeld. Als Kranold kurz darauf auf dem Weg zum Kolloquium am Konsistorium Dresden einen Aufenthalt in Eilenburg hatte, erhielt er unerwartet das dortige Leitungsamt angeboten. So wurde er 1775 Oberpfarrer an Sankt Nikolai und Superintendent der Ephorie Eilenburg. Für das vakante Amt in Bitterfeld empfahl er seinen Schwager Johann Gottfried Wachsmuth, der daraufhin diese Stelle antrat. Kranold blieb für den Rest seines Lebens in Eilenburg und starb dort 1792 nach langwieriger Krankheit.
Kranold war Autor mehrerer im Druck erschienener Werke, darunter eine Abhandlung über die Geschichte des Archidiakonats und eine Anweisung für die Konfirmation. Ein von ihm mutmaßlich verfasstes exegetisches Werk ist nicht mehr nachweisbar. Kranold war außerdem mindestens bis Mitte der 1750er-Jahre Mitglied der Rednergesellschaft Sangerhausen.

## Familie
Kranold heiratete 1761 Johanna Eleonora Wachsmuth, die Tochter des Kemberger Diakons Johann Gottfried Wachsmuth. Der Ehe entstammten ein Sohn und vier Töchter:
- Ernestina Erdmutha Dorothea Kranold (* 26. Januar 1762 in Gadegast),
- Friederika Sophia Christiana Kranold (* 24. Dezember 1763 in Gadegast), heiratete am 17. Mai 1785 in Eilenburg den Kemberger Diakon Ernst Traugott Viebig,
- Albertina Augusta Kranold (* 31. Dezember 1765 in Gadegast),
- Karolina Amalia Kranold (* 13. März 1768 in Gadegast),
- Gottlieb Polikarp Kranold († 1839), Dr. jur., Stadtrichter und Bürgermeister in Eilenburg.

## Druckschriften
- Abhandlung Von dem Schaden, der aus Versäumniß der Beredtsamkeit in allen Ständen entsteht, Mitwirkung, Breitkopf, Leipzig 1753 (Digitalisat)
- Abhandlung von der Beredsamkeit des Pöbels, Mitwirkung, Breitkopf, Leipzig 1754 (Digitalisat)
- Abhandlung von der Beredsamkeit der Engel, Mitwirkung, Breitkopf, Leipzig 1755 (Digitalisat)
- Ode an Herrn Johann Christoph Güntersberg Der Philosophie Magister, und der Stadtschule zu Torgau Subrector, Eichsfeld, [Wittenberg] 1759 (Digitalisat)
- Vom apostolischen Alter der Archidiaconat-Würde, Wittenberg 1768[4]
- Anweisung, wie es mit der Confirmation der Katechumenen gehalten werden soll, 1777[5]